# Capparis urens
Capparis urens là một loài thực vật có hoa trong họ Capparaceae. Loài này được Barb.Rodr. mô tả khoa học đầu tiên năm 1884.